# Altispinax
Altispinax(/ˌælt[invalid input: 'ɨ']ˈspaɪnæks/) là một chi khủng long theropoda ăn thịt lớn sống vào thời kỳ Creta sớm (tầng Barrême) tại thành hệ Obernkirchen Sandstein ở Niedersachsen, Đức. Người ta chỉ biết nó từ một chiếc răng duy nhất.